# Скалеа
Скалеа (итал. Scalea) је насеље у Италији у округу Козенца, региону Калабрија.
Према процени из 2011. у насељу је живело 9344 становника. Насеље се налази на надморској висини од 7 м.

## Становништво
Према резултатима пописа становништва 2011. у општини је живело 10.152 становника.
| 1931. | 1936. | 1951. | 1961. | 1971. | 1981. | 1991. | 2001.  | 2011.  |
| ----- | ----- | ----- | ----- | ----- | ----- | ----- | ------ | ------ |
| 2.470 | 2.828 | 3.685 | 3.910 | 4.652 | 7.008 | 8.828 | 10.027 | 10.152 |